# 8461 Sammiepung
A 8461 Sammiepung (ideiglenes jelöléssel (8461) 1981 EC21) a Naprendszer kisbolygóövében található aszteroida. Schelte J. Bus fedezte fel 1981. március 2-án.